# Т8М-301 България 1300
„Т8М-301 България 1300“ е модел трамвай, произвеждан от завод „Трамкар“, София от 1981 година.
Точният модел на трамвая е клас T8M300. Наречен е „България 1300“, защото е създаден 1300 години след създаването на българската държава от хан Аспарух през 681 година. Известен е с високия шум на двигателите му. Въпреки старостта на мотрисите те имат отлични скоростни характеристики и са едни от най-пъргавите вагони.

## Основни данни
- дължина – 25 метра
- тегло – около 30 тона празен, 50 тона пълен
- вместимост – 210 души
- номинална скорост – 70 км/ч. (благодарение на 4 двигателя)
- карданно задвижване – не
- магнитно-релсова спирачка – да
- преодоляване на наклон – 60 %
- номинално напрежение – 550 V постоянен ток